# Tat Ali
Tat Ali är en vulkan i Etiopien. Den ligger i den norra delen av landet, 500 km nordost om huvudstaden Addis Abeba. Toppen på Tat Ali är 700 meter över havet, eller 459 meter över den omgivande terrängen. Bredden vid basen är 18,9 km.
Terrängen runt Tat Ali är huvudsakligen kuperad, men åt sydost är den platt. Runt Tat Ali är det ganska glesbefolkat, med 32 invånare per kvadratkilometer. Trakten runt Tat Ali är ofruktbar med lite eller ingen växtlighet.